# Langeron
Langeron ist eine französische Gemeinde mit 343 Einwohnern (Stand: 1. Januar 2022) im Département Nièvre in der Region Bourgogne-Franche-Comté. Sie gehört zum Arrondissement Nevers und zum Kanton Saint-Pierre-le-Moûtier. Die Einwohner werden Langeronais genannt.

## Geographie
Langeron liegt etwa 20 Kilometer südsüdwestlich von Nevers am Allier, der die Gemeinde im Westen begrenzt. Umgeben wird Langeron von den Nachbargemeinden Mars-sur-Allier im Norden, Saint-Parize-le-Châtel im Nordosten, Saint-Pierre-le-Moûtier im Osten und Süden, Livry im Süden sowie Mornay-sur-Allier im Westen.
Am Ostrand der Gemeinde führt die Route nationale 7 entlang.

## Bevölkerungsentwicklung
| Jahr                       | 1962 | 1968 | 1975 | 1982 | 1990 | 1999 | 2006 | 2019 |
| Einwohner                  | 432  | 385  | 363  | 338  | 316  | 356  | 382  | 352  |
| Quellen: Cassini und INSEE |      |      |      |      |      |      |      |      |

## Sehenswürdigkeiten

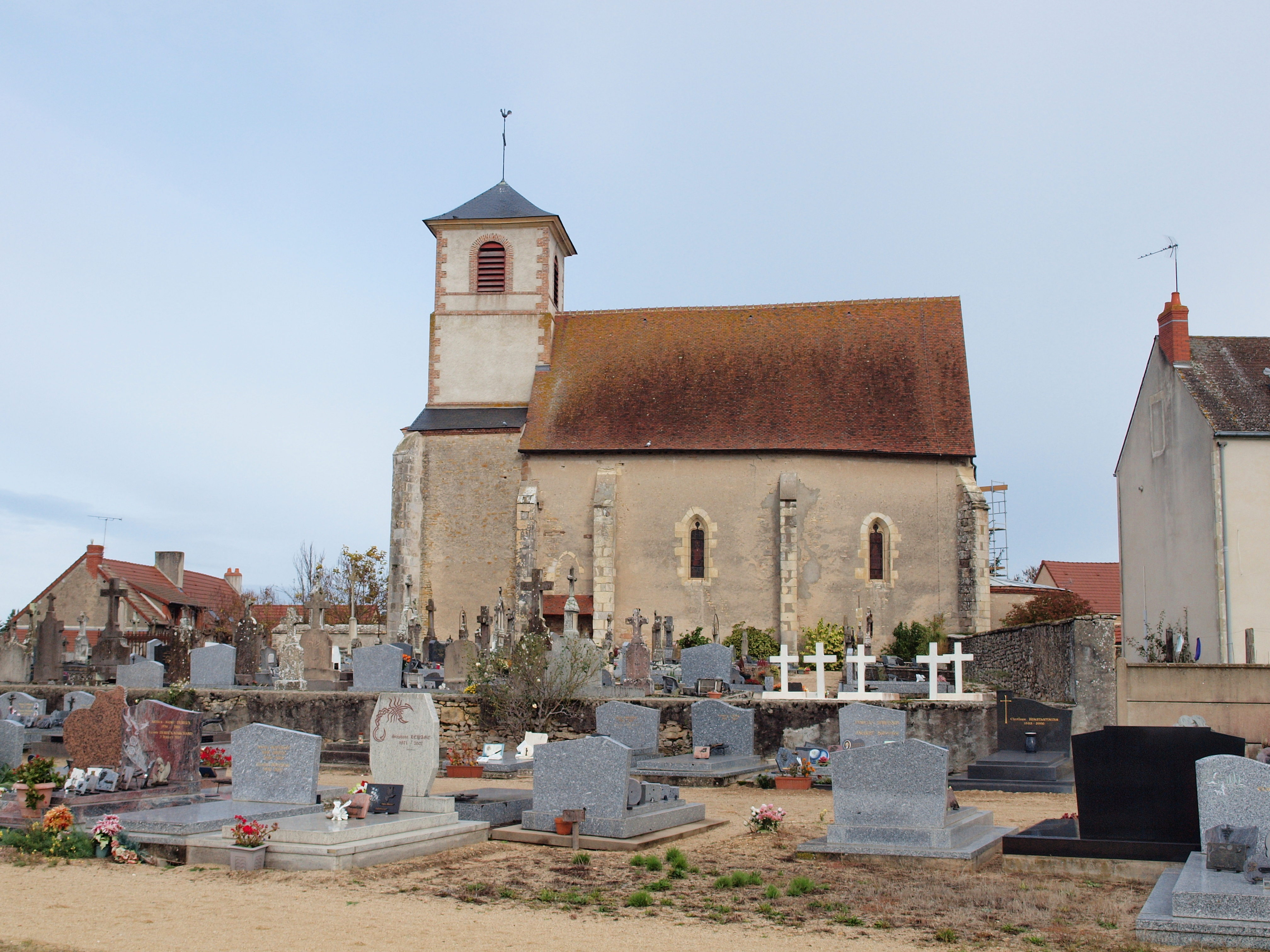
Kirche Saint-Martin

- Kirche Saint-Martin
- Reste des alten Schlosses